# Voie rapide R7 (Slovaquie)
La route slovaque R7 (en slovaque : Rýchlostná cesta R7) est une voie rapide qui devrait à terme relier Bratislava à Lučenec en passant par Dunajská Streda, Nové Zámky et Veľký Krtíš.

## Itinéraires européens
À terme, la route formera une partie de la route européenne E575.